# Friedrich Gottlieb Strohmann
Friedrich Gottlieb Strohman, född i Dresden 1756, död 30 december 1830, var en tysk oboist. Strohmann var anställd som oboist i Hovkapellet 1785-1828. Från och med 1812 hade han även tjänst som andreviolinist till 1818. Tillsammans med sju andra musiker som kontrakterades samtidigt i Dresden i oktober 1785 ingick han i Gustav IIIs privata harmonimusikkår.
Han gifte sig med Christiana W. Krummer (1753–1816).